# John Eisenhower
John Sheldon Doud Eisenhower, född 3 augusti 1922 i Denver, Colorado, död 21 december 2013 i Trappe, Maryland, var en amerikansk brigadgeneral och historiker. Han tjänstgjorde som USA:s ambassadör i Bryssel 1969–1971. Han var son till Dwight D. Eisenhower och Mamie Eisenhower.
År 1947–1986 var han gift med Barbara Jean Thompson, och de har sonen David (född 1948) som är gift med Richard Nixons dotter Julie.